# Musculus constrictor pharyngis superior
Der Musculus constrictor pharyngis superior (von lateinisch musculus „Muskel“, constringere „zusammenziehen“, griechisch phárynx „Rachen“ und lateinisch superior „oberer“), zu deutsch oberer Schlundschnürer, ist ein viereckiger quergestreifter Muskel (Skelettmuskel), welcher zusammen mit den Musculi constrictores pharyngis medius et inferior den muskulären Part des Rachens bildet. Er ist vor allem in dessen dorsalen und lateralen Bereich sehr prominent ausgebildet.
An der dorsalen Rachenwand sind die paarigen Muskelanteile jeweils durch die Raphe pharyngis miteinander verbunden, welche den Schlundschnürern zugleich auch als Ansatz dient.
Der Muskel kann noch weiter unterteilt werden in eine:
- Pars pterygopharyngea musculi constrictoris pharyngis superioris
- Pars buccopharyngea musculi constrictoris pharyngis superioris
- Pars mylopharyngea musculi constrictoris pharyngis superioris
- Pars glossopharyngea musculi constrictoris pharyngis superioris

## Funktion
Der Musculus constrictor pharyngis superior verschließt den Nasenabschnitt des Pharynx (Pars nasalis pharyngis) gegen den Mundabschnitt des Pharynx (Pars oralis pharyngis), indem der Muskel an der hinteren Pharynxwand den Passavant-Wulst aufwirft. Dadurch wird beim Schluckakt das Gaumensegel gegen den Passavant-Wulst gedrückt und das Eindringen des Bissens in die Nasenhöhle verhindert.